# San Martín de Terreros
San Martín de Terreros är en ort i Mexiko.   Den ligger i kommunen Dolores Hidalgo och delstaten Guanajuato, i den centrala delen av landet, 260 km nordväst om huvudstaden Mexico City. San Martín de Terreros ligger 2 030 meter över havet och antalet invånare är 695.
Terrängen runt San Martín de Terreros är kuperad åt sydväst, men åt nordost är den platt. Runt San Martín de Terreros är det ganska tätbefolkat, med 96 invånare per kvadratkilometer. Närmaste större samhälle är San Antonio de Corrales, 19,4 km söder om San Martín de Terreros. Trakten runt San Martín de Terreros består i huvudsak av gräsmarker.